# Síndrome de realimentación
El síndrome de realimentación (SR) consiste en trastornos metabólicos que pueden ocurrir en la repleción nutricional, ya sea enteral o parenteral, de pacientes con bajo peso, desnutrición severa o en ayuno. Estos trastornos son el resultado de cambios hormonales y metabólicas que pueden causar complicaciones neurológicas, cardiológicas, hematológicas, neuromusculares y pulmonares, lo que conlleva a un aumento de la morbilidad y mortalidad del paciente. La principal característica bioquímica del cuadro clínico es la hipofosfatemia, que se acompaña por alteraciones del balance de fluidos y electrolitos, cambios en el metabolismo de hidratos de carbono, proteínas y grasas, deficiencia de tiamina, hipocalemia e hipomagnesemia.

## Fisiopatología

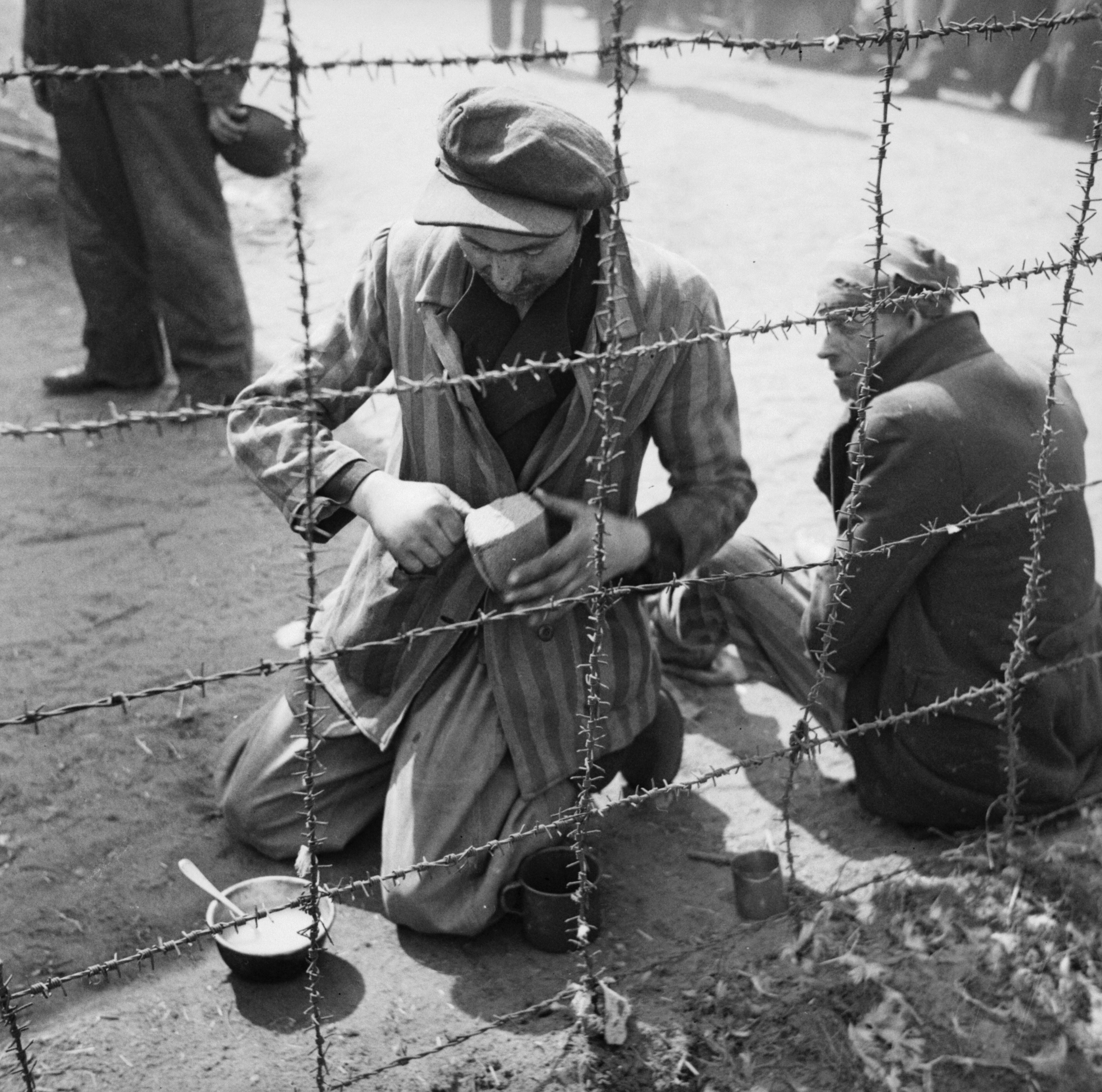
Al final de la Segunda Guerra
Mundial, al liberar a los prisioneros de los campos de concentración, tras un ayuno tan prolongado, un gran porcentaje de estos falleció al reiniciar la alimentación

El factor causal del SR son los cambios metabólicos y hormonales causados por la rápida realimentación, ya sea enteral o parenteral.  Durante la inanición temprana los cambios metabólicos y hormonales que ocurren traen como resultado que el organismo pase de utilizar hidratos de carbono a utilizar grasa y proteína como principal fuente de energía, acompañado de una disminución de tasa metabólica basal.
Durante el ayuno prolongado los cambios hormonales y metabólicos están dirigidos a conservar el músculo y prevenir la degradación de proteínas. Las vías metabólicas derivan para obtener energía de la producción de cuerpos cetónicos como resultado de la oxidación de los ácidos grasos libres, sin afectar la movilización de proteínas del músculo.
Durante este periodo los valores séricos de electrolitos se mantienen dentro de parámetros normales, a pesar de que su contenido corporal total está disminuido. Es importante destacar que en este estado de ayuno la secreción de insulina se suprime y la secreción de glucagón aumenta.
Durante la realimentación, se produce un aumento en la secreción de insulina en respuesta al aumento de la glucemia, lo que favorece el anabolismo. Este proceso requiere minerales como el fósforo y el magnesio, y cofactores como la tiamina. La insulina estimula la entrada de potasio a las células a través del cotransportador de sodio-potasio ATPasa, que también transporta glucosa a las células. El magnesio y fósforo también ingresan en las células, y el agua entra por ósmosis. Estos procesos dan lugar a una disminución en los niveles séricos de fósforo, potasio, y magnesio, los cuales ya están agotados. Las características clínicas del síndrome de realimentación se producen como consecuencia de los déficits funcionales de estos electrolitos y el rápido cambio en la tasa metabólica basal.

## Prevención
La prevención del SR es el principal objetivo en pacientes en riesgo que inician soporte nutricional.  Lo más importante en la prevención es identificar a los pacientes en riesgo, instaurar el soporte nutricional de forma prudente y realizar una corrección adecuada de los déficits de electrolitos y vitaminas.
En primer lugar se debe identificar los pacientes en riesgo, los cuales pueden ser aquellos con ingesta insuficiente durante más de cinco días, pacientes desnutridos como resultado de ingesta insuficiente (por ejemplo, debido a disfagia, anorexia nerviosa, alcoholismo, depresión), reducción de la absorción de nutrientes (celiaquía, enfermedad inflamatoria intestinal) o el aumento de demandas metabólicas (como pueden ser neoplasias o cirugías). Antes de iniciar la alimentación se debe realizar una completa evaluación nutricional, donde se considere la pérdida reciente del peso, la ingesta, el consumo de alcohol y otros aspectos sociales o psicológicos. Por otro lado, se deben evaluar valores séricos de electrolitos (especialmente fósforo, potasio y magnesio), glucemia, y corregir cualquier deficiencia durante la alimentación.
Los lineamientos publicados en el 2006 por el National Institute for Health and Care Excellence (NICE) recomiendan que la alimentación en pacientes en los que su ingesta ha disminuido o ha sido nula durante más de 5 días,  se inicie en no más del 50 % de los requerimientos energéticos. En aquellos individuos con alto riesgo de desarrollar SR el aporte energético debe ser administrado lentamente, iniciando con 10 kcal/kg/día. Este aporte se debe ir aumentando hasta alcanzar el requerimiento energético total en 4 a 7 días. Los últimos lineamientos incorporaron en sus recomendaciones que en pacientes severamente desnutridos (IMC < 14 kg/m²) el inicio del aporte debe ser menor, de 5 kcal/kg/día. Los lineamientos también indican que la corrección de electrolitos y de desequilibrios de líquidos antes de la realimentación no son necesarios, sino que esto debe hacerse junto a la misma.
Se debe iniciar la suplementación de vitaminas de forma inmediata, antes y durante los primeros 10 días de realimentación. Esta debe incluir tiamina, vitaminas de complejo B y un multivitamínico diario.
Se recomienda que los niveles de electrolitos en sangre se midan de forma diaria la primera semana, y por lo menos tres veces en la semana siguiente.

## Tratamiento
En síndrome de realimentación se detecta considerando la posibilidad de su existencia y realizando los controles bioquímicos descritos. Si el síndrome es detectado, se debe disminuir la tasa de velocidad de alimentación, y se deben reponer los electrolitos. Aún no se ha determinado el mejor método de reposición de electrolitos.
Se debe controlar cuidadosamente la reposición de líquidos para evitar la sobrecarga de líquidos. En los pacientes con alto riesgo de descompensación cardiaca, deben considerarse la presión venosa central y el monitoreo del ritmo cardíaco.